# 丙基

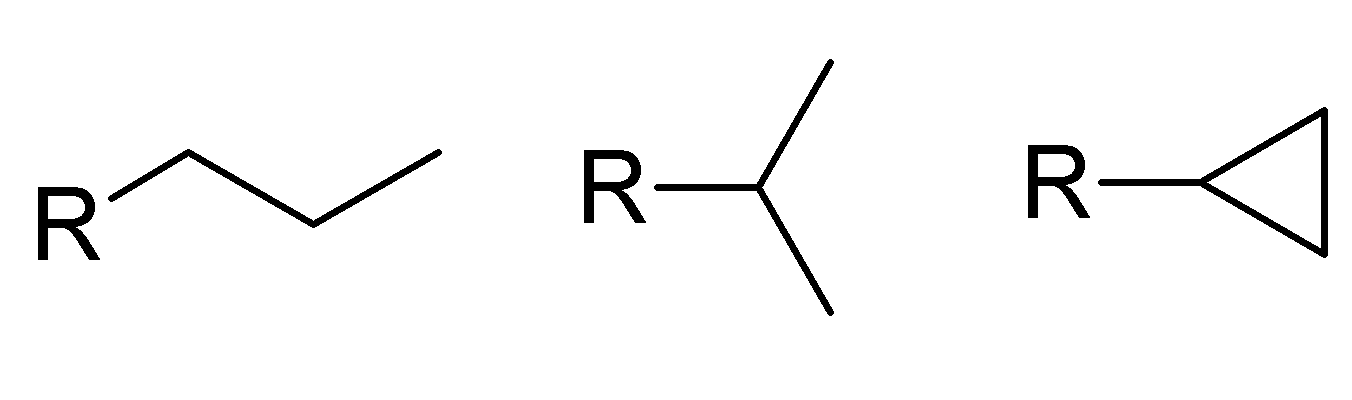
从左至右：正丙基、异丙基和环丙烷基。

丙基是一个烃基官能团，化学式为—C3H7，缩写为—Pr。丙基有两种异构：正丙基（—CH2CH2CH3）和异丙基（—CH(CH3)2）。此外“环丙烷基”也是三碳的取代基。
最简单的丙基化合物是丙烷（C3H8），氢与丙基相连。其他常见化合物包括：正丙醇、异丙醇、丙胺等。